# Mara Bar Serapió
Mara Bar Serapió, en siríac ܡܪܐ ܒܪ ܣܪܦܝܘܢ, fou un filòsof estoic de la província romana de Síria fill d'Eli Serapió. Només se'n coneix una carta que va escriure en siríac al seu fill, que també s'anomena Serapió, on es refereix a Jesús de Natzaret.
Segons la carta el país natal de Mara era Samòsata, actualment Samsat (Turquia), a l'oest del riu Eufrates i la seva captivitat sembla que va ser a Selèucia del Tigris, a l'actual Iraq, a l'oest del riu Tigris).
La captivitat de Mara va ser després de l'annexió de Samòsata pels romans de l'any 72 dC, però abans del segle iii. La majoria dels estudiosos ho situen poc després del 73 dC, durant el primer segle.

## La carta al seu fill
La carta de Mara al seu fill comença així: "Mara, fill de Serapió, a Serapió, el meu fill: pau." La carta fou composta entre el 73 dC i el segle iii. Els captius van ser portats en captivitat des de Samòsata en tres ocasions, el 72 dC pels romans, el 161-162 per l'Imperi Part i el 256 per l'Imperi Sassànida i diversos investigadors han presentat arguments per cadascuna d'aquestes dates. Robert Van Voorst, que pensa que la carta va ser escrita al segle ii, afirma que la majoria d'estudiosos daten la carta després del 73 dC durant el segle i.
La carta es conserva en un sisè o setè manuscrit del segle VI o VII (BL Add. 14658) a la Biblioteca Britànica. Al segle xix es va trobar un escrit on figurava que aquest text fou un dels manuscrits obtinguts per Henry Tattam procedents d'un antic monestir i actualment església de Maria Deipara del desert de Wadi El Natrun d'Egipte i adquirit per la Biblioteca el 1843.

## La religió de Mara
Acadèmics com Sebastian Brock, Fergus Millar, Ute Possekel i Craig A. Evans, entre d'altres, afirmen que Mara era pagà. Gerd Theissen afirma que la referència de Mara a les "els nostres déus" indica que ell mai fou jueu ni cristià.
Walter A. Elwell i Robert W. Yarbrough sostenen que "difícilment Mara podria haver estat cristià". Robert E. Van Voorst per altra banda sosté que la referència a "els nostres déus" és una sola referència que reprodueix el que pensaven els seus companys de captivitat, perquè sosté que Mara era monoteista. Van Voorst afegeix dos factors que indiquen que Mara no era cristià, el primer és la seva falta de menció dels termes Jesús o Crist. El segon factor, que també subscriuen Chilton i Evans, és que les paraules de Mara que indiquen que Jesús continua vivint basant-se en la saviesa dels seus ensenyaments contrasta amb el concepte cristià que Jesús continua vivint a través de la seva resurrecció i indica que no era cristià.
Chilton i Evans també afirmen que l'ús del terme "rei savi" per referir-se a Jesús, en lloc d'una denominació religiosa, indica la percepció que Mara s'havia fet de Jesús a través de les seves fonts. Indiquen que el terme "rei dels jueus" mai s'havia vist a la literatura cristiana de l'antiguitat com un títol per a Jesús.

## Postura filosòfica de Mara
La carta presenta algun dels seus arguments amb un estil comparatiu basat en la saviesa grega.
Ilaria Ramelli, que sosté que Mara visqué a finals del primer segle, afirma que la carta no s'entendria sense l'estoïcisme de l'autor segons diversos elements que ha pogut analitzar.